# Rittergut Altenrode

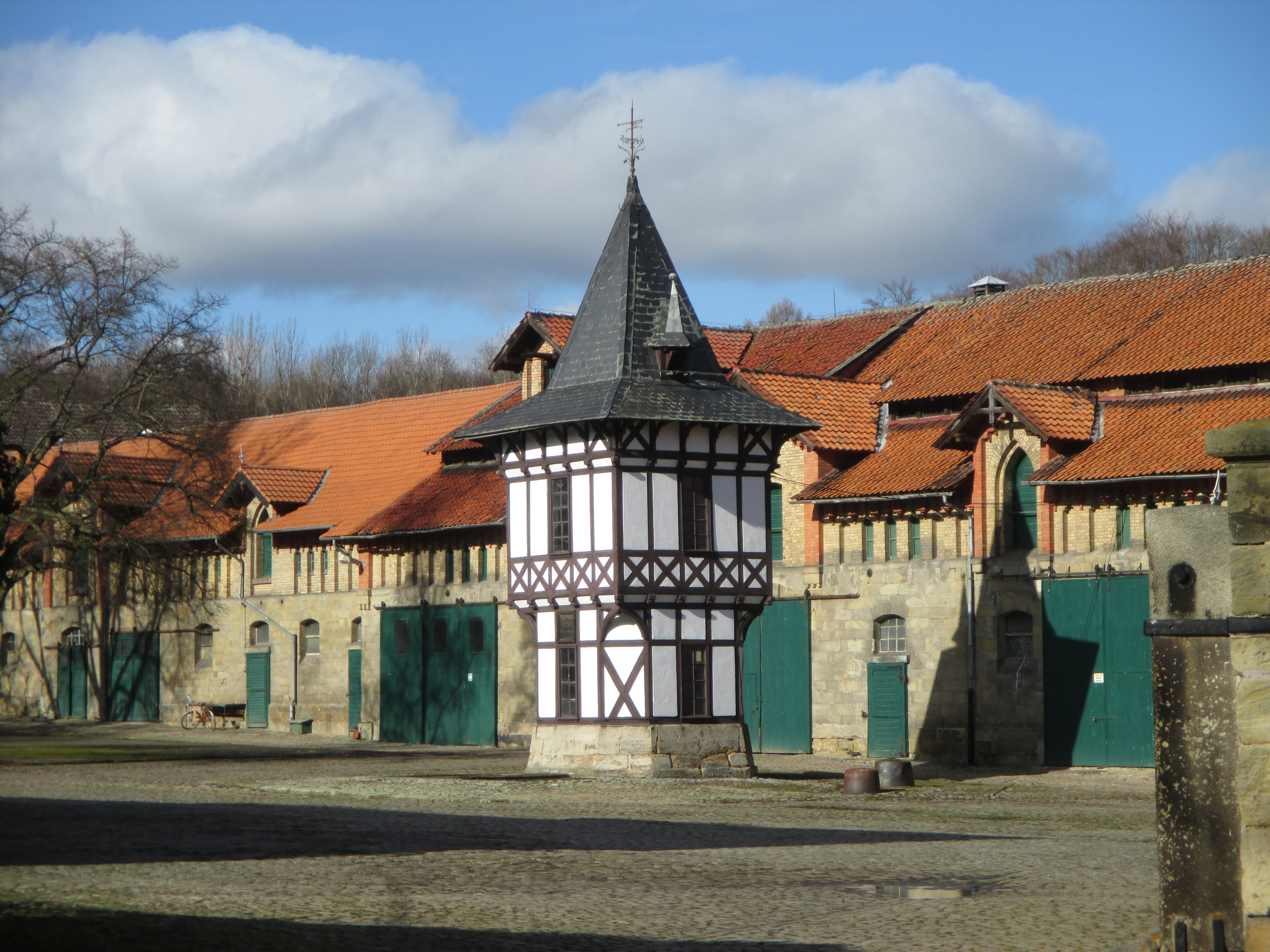
Rittergut Altenrode

Das sogenannte Rittergut Altenrode war seit dem 14. Jahrhundert ein Vorwerk des Klosters Heiningen. Der in Altenrode bei Gielde in der Gemeinde Schladen-Werla gelegene Gutshof wird heute zusammen mit zwei benachbarten Betrieben in einer GbR als ackerbaulicher Agrarbetrieb geführt.

## Geschichte
Die Siedlung Altenrode entstand im Zuge einer Reihe von Rodungen, die in karolingischer Zeit von Gielde ausgehend in einem Prozess der Binnenkolonisation des Oderwaldes angelegt wurden. Das Kloster Heiningen erwarb im Laufe des Mittelalters schrittweise Besitzungen der Siedlung, so dass bis zum Jahr 1321 schließlich das gesamte Dorf in der Gemarkung des Klosters lag und es als dessen Vorwerk diente. Vermutlich aus dieser Zeit stammt als ältester heute noch erhaltener Teil der Siedlung eine rund 600 Meter lange Mauer aus Sandsteinblöcken, die die historische Hof- und Gartenanlagen ringförmig umschließt. Vielleicht handelt es sich bei den Steinen um das Baumaterial einer Burg, die in Gielde abgetragen wurde, oder um Steine aus der Königspfalz Werla. In der Zeit der Reformation gelangten Kloster samt Vorwerk durch den Ausgang der Hildesheimer Stiftsfehde in den Besitz des Fürstentums Braunschweig-Wolfenbüttel. Im Jahr 1545 wurde der Ort von Truppen der Landgrafschaft Hessen geplündert. 1569 wurde das Kloster Heiningen ein lutherisches Damenstift. 1621 fiel der Besitz durch Restitutionsedikt an das Hochstift Hildesheim zurück. 1631 scheiterten Jesuiten bei dem Versuch, den Besitz zu erwerben. 
1806 ging das mit Preußen verbündete Fürstentums Braunschweig-Wolfenbüttel in der Schlacht bei Jena und Auerstedt unter. Auch auf dessen Territorium ließ Napoleon Bonaparte 1807 das Königreich Westphalen errichten. Die westphälische Regierung ließ das Kloster Heiningen am 17. Januar 1810 aufheben und den gesamten Besitz – Kloster Heiningen und Vorwerk Altenrode – am 27. Februar 1810 für 520.000 Franc an den Amtsrat Johann Samuel Markwort aus Schöningen verkaufen. Bei dem Verkauf wurde die Kapelle im 1756 erbauten Kapellenhaus rechtlich ausgeklammert und sie in die katholische Kirche von Heiningen eingepfarrt. Markwort veräußerte Altenrode sodann für 65.076 Franc an den bisherigen Pächter Bothe. Dessen Versuche, die Kapelle aufheben zu lassen, wurden von der Regierung in Hannover abgelehnt. 1817 wurde allerdings genehmigt, dass der bisherige innerhalb des Mauerrings befindliche Kirchfriedhof aufgelassen wird. Im 19. Jahrhundert entstand dort als Gartenanlage der sogenannte „Kleine Park“ mit einer Grotte auf der Innenseite der Mauer und einer Neugierde.
1871 kaufte der Bremer Großreeder und Exportkaufmann Christian Heinrich Wätjen das Gut mit ca. 205 ha Acker und Forst. Dessen Enkelin Lilly von Wätjen (1884–1966) heiratete hier 1905 den Kunsthistoriker Paul Clemen. Deren Vater, der Geheime Regierungsrat Hermann von Wätjen aus Düsseldorf, starb auf dem Gut im Jahr 1911 an einem Schlaganfall. Zu den Bewohnern zählte nach dem Ersten Weltkrieg auch der Komponist Carl Friedberg, der Ehemann von Lillys Schwester, der Sängerin Gerda Agnes von Wätjen (1886–1965), ferner deren Bruder, der Maler Otto von Wätjen, mit seiner Ehefrau, der Malerin Marie Laurencin. Das Anwesen, das 1982 unter Denkmalschutz gestellt wurde, befindet sich noch heute im Besitz der Familie Wätjen.